# La Praz
La Praz là một đô thị thuộc huyện hành chính Orbe, bang Vaud, Thụy Sĩ.